# Ниниљчик
Ниниљчик (енгл. Ninilchik) насељено је место без административног статуса у америчкој савезној држави Аљаска.

## Демографија
По попису из 2010. године број становника је 883, што је 111 (14,4%) становника више него 2000. године.
|                   | 2010.        | 2000.        |
| Укупно            | 883 (100,0%) | 772 (100,0%) |
| Белци             | 674 (76,33%) | 632 (81,87%) |
| Остали            | 181 (20,50%) | 131 (16,97%) |
| Хиспаноамериканци | 23 (2,605%)  | 5 (0,648%)   |
| Азијати           | 3 (0,340%)   | 4 (0,518%)   |
| Афроамериканци    | 2 (0,227%)   | 0 (0,000%)   |